# Phytolaccaceae
Phytolaccaceae R.Br., 1818 è una famiglia di piante angiosperme dell'ordine Caryophyllales.

## Tassonomia
La famiglia comprende i seguenti generi:
- Agdestis Moc. & Sessé ex DC.
- Anisomeria D.Don
- Ercilla A.Juss.
- Phytolacca Tourn. ex L.